# Саричашма (Раштский район)
Саричашма (тадж. Саричашма) — село (тадж. деҳа) в Раштском районе Таджикистана. Входит в состав сельской общины (джамоата дехота) Оби-Мехнат. Расстояние от села до центра района (пгт Гарм) — 36 км, до центра джамоата (село Вахдат) — 12 км. Население — 75 человек (2017 г.), таджики. Население в основном занято сельским хозяйством (животноводство и растениводство). Земли орошаются главным образом водами горных источников.